# Raymond S. McKeough
Raymond Stephen McKeough (* 29. April 1888 in Chicago, Illinois; † 16. Dezember 1979 ebenda) war ein US-amerikanischer Politiker. Zwischen 1935 und 1943 vertrat er den Bundesstaat Illinois im US-Repräsentantenhaus.

## Werdegang
Raymond McKeough besuchte die öffentlichen Schulen seiner Heimat und danach bis 1895 das De La Salle Institute, ebenfalls in Chicago. Zwischen 1905 und 1909 arbeitete er bei den Union Stock Yards, wo das in den Schlachthöfen produzierte Fleisch verpackt und ausgeliefert wurde. Von 1909 bis 1925 war er bei einer Eisenbahngesellschaft angestellt. Von 1925 bis 1934 engagierte er sich auch in der Investmentbranche und im Aktiengeschäft. Gleichzeitig schlug er als Mitglied der Demokratischen Partei eine politische Laufbahn ein. Im Juli 1940 war er Delegierter zur Democratic National Convention in Chicago, auf der Präsident Franklin D. Roosevelt zur zweiten Wiederwahl nominiert wurde.
Bei den Kongresswahlen des Jahres 1934 wurde McKeough im zweiten Wahlbezirk von Illinois in das US-Repräsentantenhaus in Washington, D.C. gewählt, wo er am 3. Januar 1935 die Nachfolge von P. H. Moynihan antrat. Nach drei Wiederwahlen konnte er bis zum 3. Januar 1943 vier Legislaturperioden im Kongress absolvieren. Bis 1941 wurden dort weitere New-Deal-Gesetze der Bundesregierung unter Präsident Roosevelt verabschiedet. Seit 1941 war auch die Arbeit des Kongresses von den Ereignissen des Zweiten Weltkrieges geprägt.
Im Jahr 1942 verzichtete Raymond McKeough auf eine weitere Kandidatur für das US-Repräsentantenhaus. Stattdessen bewarb er sich um einen Sitz im US-Senat, unterlag aber dem republikanischen Amtsinhaber C. Wayland Brooks. Zwischen Februar 1943 und Januar 1944 war er beim Office of Price Administration in Chicago angestellt. Zwischen 1945 und 1950 gehörte er der United States Maritime Commission an; von 1951 bis 1953 war er Bundesbeauftragter für internationale Ansprüche (International Claims Commission of the United States). Im Jahr 1956 arbeitete er in Chicago für die Firma Great American Oil Co. Zwischen 1956 und 1960 war er in der Verwaltung der Kriminalstaatsanwaltschaft von Chicago tätig. Danach zog er sich in den Ruhestand zurück. Raymond McKeough starb am 16. Dezember 1979.